# Patty Jenkins
Patricia Lea Jenkins, detta Patty (Victorville, 24 luglio 1971), è una regista, sceneggiatrice, produttrice televisiva e produttrice cinematografica statunitense.
È nota per aver diretto Monster e i film su Wonder Woman facenti parte del DCEU. Nel 2017 la rivista Time l'ha indicata al sesto posto come persona dell'anno.

## Biografia
È nata a Victorville, in California, da William T. Jenkins, un capitano dell'aeronautica militare e pilota di caccia che si è guadagnato una stella d'argento nella guerra del Vietnam, ed Emily Roth, che ha lavorato a San Francisco come scienziata ambientale. Ha una sorella maggiore, Elaine Roth.
Ha conseguito la laurea presso la The Cooper Union for the Advancement of Science and Art nel 1993, e il master in regia presso l'AFI Conservatory dell'American Film Institute nel 2000. Mentre era studentessa all'AFI, Jenkins, che è una fan accanita dei film di Pedro Almodóvar, ha realizzato il cortometraggio Velocity Rules (2001), che descrive come un incrocio tra un film di supereroi e il tono di Almodóvar su una casalinga incline agli incidenti.

### Carriera
Dopo che Monster, la storia della serial killer Aileen Wuornos, si è rivelato un successo critico e commerciale, Jenkins è stata contattata dall'ex pilota Chuck Yeager per sviluppare un film sulla sua vita. Quando quel progetto non è andato a buon fine, ha tentato di realizzare un film con Ryan Gosling intitolato I Am Superman, un film senza alcuna relazione con il personaggio della DC Comics, ma lo sviluppo del progetto è terminato quando è rimasta incinta. Jenkins ha trascorso il decennio successivo lavorando in televisione. In particolare per il suo lavoro nell'episodio pilota di The Killing ha ricevuto una nomination ai premi Emmy come Miglior regia per una serie drammatica e ha vinto il premio della Directors Guild of America alla migliore regia in una serie drammatica.
Nel 2011 ha diretto un segmento del film antologico televisivo Five. Nell'ottobre 2011, è stata assunta per dirigere Thor: The Dark World, il primo sequel di Thor, ma ha lasciato il progetto dopo meno di due mesi a causa di divergenze creative. Nel 2014 è stata accostata a Sweetheart, un film su un'assassina, ma quel film non è mai stato realizzato. Nel 2015, Jenkins è stata assunta come regista per Wonder Woman, facente parte del DC Extended Universe, da una sceneggiatura di Allan Heinberg e una storia co-scritta da Heinberg, Zack Snyder e Jason Fuchs. Wonder Woman è uscito  nel giugno 2017 e ha ottenuto il più grande incasso nel weekend d'esordio per una regista donna, superando così Cinquanta sfumature di grigio di Sam Taylor-Johnson. Con questo film, Jenkins divenne anche la prima regista donna di un film di supereroi per una major americana. Wonder Woman alla fine è diventato il film di maggior incasso diretto da una donna, superando il record di Mamma Mia! di Phyllida Lloyd.
Durante la campagna promozionale di Wonder Woman, Jenkins ha detto che il suo prossimo progetto sarebbe stato probabilmente una serie televisiva limitata sviluppata con suo marito. Questo progetto è stato successivamente presentato come una serie horror intitolata Riprore, che sarà presentata in anteprima sul servizio di video on demand Shudder. Nel luglio 2017, la rete via cavo statunitense TNT ha annunciato che Jenkins avrebbe diretto il primo episodio della miniserie I Am the Night, scritta dal marito Sam Sheridan e con Chris Pine. Ha partecipato al progetto anche in veste di produttore esecutivo.

#### Wonder Woman 1984
Nel settembre 2017, Variety ha confermato che Jenkins sarebbe tornata a dirigere un nuovo film su Wonder Woman. Wonder Woman 1984 doveva essere distribuito dalla Warner Bros. negli Stati Uniti il 5 giugno 2020, ma, a causa della pandemia di COVID-19, l'uscita è stata rimandata fino al 25 dicembre 2020 in tutto il mondo. Inizialmente era stato programmato per il 1 ° novembre 2019. Per questo film ha avuto uno stipendio di circa 7-9 milioni di dollari, un record per una regista donna, e altri 10 milioni a seguito di una contrattazione con Warner per permettere l'uscita del film anche su HBO Max. Inizialmente contraria a una distribuzione streaming quando è stato annunciato che il film sarebbe uscito contemporaneamente nelle sale e su HBO Max si è detta contenta che i fan potessero fruire del film nelle vacanze di Natale. In merito alle dichiarazioni di Warner di distribuire tutto il suo catalogo cinematografico del 2021 nella stessa modalità di Wonder Woman 1984, ha detto:
(Patty Jenkins intervistata da Jess Cagle nel SiriusXM Stars)
In seguito, durante la campagna promozionale, ha espresso pubblicamente il suo malcontento per la realizzazione del film in primis per una disputa salariale con la produzione che l'ha portata a considerare di abbandonare il progetto; in secondo luogo per i tempi di lavorazione molto stretti che le hanno impedito di dirigere tutti gli episodi della miniserie I Am the Night; in ultima istanza per delle discussioni in fase di montaggio riguardo al taglio di una delle due sequenze d'azione iniziali. Inoltre, ha espresso perplessità sul suo ritorno per un terzo film perché vuole la garanzia che il film uscirà nelle sale cinematografiche (e non su HBO Max).

### Progetti futuri
Nell'ottobre 2020 è stato annunciato che dirigerà un film su Cleopatra, da una sceneggiatura di Laeta Kalogridis e con Gal Gadot nel ruolo della protagonista, prodotto da Atlas Entertainment e che sarà distribuito dalla Paramount Pictures, che ha vinto i diritti in un'asta in cui hanno partecipato Universal, Warner, Netflix e Apple.
Nel dicembre 2020, la Disney ha annunciato che Jenkins è stata assunta per dirigere Rogue Squadron, appartenente al franchise di Star Wars. Il film uscirà il 25 dicembre 2023 e farà di lei la prima regista donna a dirigere un film della saga. Nello stesso mese viene confermata alla regia di un terzo film su Wonder Woman.

## Vita privata
Nel 2007, Jenkins ha sposato Sam Sheridan, un ex pompiere e autore del libro A Fighter's Heart. Hanno un figlio e vivono a Santa Monica, in California.

## Filmografia

### Regista

#### Cinema
- Monster (2003)
- Wonder Woman (2017)
- Wonder Woman 1984 (2020)

#### Televisione
- Arrested Development - Ti presento i miei (Arrested Development) - serie TV, 1 episodio (2004)
- Entourage - serie TV, 2 episodi (2006)
- Five - film TV (2011)
- The Killing - serie TV, 2 episodi (2011-2012)
- Betrayal - serie TV, 1 episodio (2013)
- I Am the Night - miniserie TV, 2 episodi (2019)

### Produttrice
- I Am the Night - miniserie TV, 6 episodi (2019)
- Wonder Woman 1984, regia di Patty Jenkins (2020)

### Sceneggiatrice
- Monster (2003)
- Wonder Woman 1984, regia di Patty Jenkins (2020)